# 집합 (구성)
집합 (集合)은 새로운 맥락에서 기입 또는 의사소통 문제를 해결하기 위해 기존의 문헌에서 주로 명시적으로 내장 된 문장을 의미한다. 이 개념은 먼저 2007년 학술지 컴퓨터 & 구성의 존단 존슨에일로라 (데이터클라우드의 저자)와 스튜어트 셀버에 의해 제안되었다. 집합의 개념은 창작과 빌린 작품 사이의 구분을 흐리게 하여, 리믹스와 리믹스 관행에 기여한다.

## 같이 보기
- 리믹스
- 리믹스 (책)
- 콜라주
- 샘플링 (음악)
- 도용 (미술)
- 잘라내기 기법